# Juan Francisco de Güemes y Horcasitas
Pour les articles homonymes, voir Güemes.
de Güemes y Horcasitas est un nom espagnol. Le premier nom de famille, en général paternel, est de Güemes ; le second, en général maternel, souvent omis, est Horcasitas.
Juan Francisco de Güemes y Horcasitas, premier comte de Revillagigedo (en espagnol : Juan Francisco de Güemes y Horcasitas, primer conde de Rivellagigedo) (17 mai 1681 à Reinosa en Espagne—27 novembre 1766 en Espagne) est un général espagnol, gouverneur de La Havane, capitaine général de Cuba, et Vice-roi de Nouvelle-Espagne (du 9 juillet 1746 au 9 novembre 1755).

## Début de sa carrière
Juan Francisco de Güemes y Horcasitas est le premier comte de Revillagigedo (parfois orthographié Revilla Gigedo) et lieutenant général dans l'armée espagnole. Il participe au siège de Gibraltar et à la conquête d'Oran. En 1734 il est nommé capitaine général de La Havane, où il repousse les assauts des Anglais, organise la cavalerie et améliore les fortifications. C'est alors qu'il est nommé vice-roi de Nouvelle-Espagne.

## Vice-roi de Nouvelle-Espagne

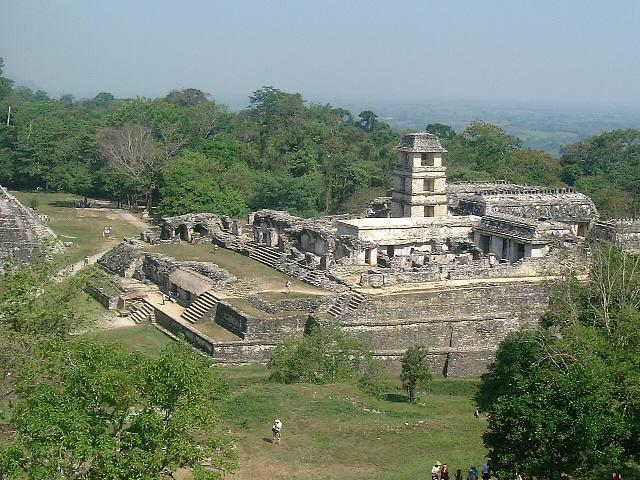
Ruines de Palenque,
le Palais

En Nouvelle-Espagne, il préside les honneurs funèbres du vieux roi, Philippe V, et proclame le nouveau souverain, Ferdinand VI. Il favorise la colonisation du Nuevo Santander (maintenant Tamaulipas). Sous l'autorité du Colonel José de Escandón, il établit sept villes et quatre missions, les nommant d'après les prénoms du Vice-roi et de son épouse, María Josefa Llera, et de ses propres prénoms. Escandón sera récompensé de ses services par la Couronne qui lui accorde le titre de Conde de Sierra Gorda.
En 1750 la famine frappe le Guanajuato et le Zacatecas, il s'ensuit une épidémie. Le 8 juillet 1750 on découvre les ruines de Palenque. L'année suivante une rébellion des Pimas éclate à Sonora, afin d'en venir à bout, des presidios sont construits à Altar et Tubac. Le 13 mai 1752, une éclipse presque totale de soleil est observée en Nouvelle-Espagne, elle cause la consternation parmi le peuple car les indiens la voient comme le signe d'un important désastre à venir.

## Ses réformes
Il réforme l'administration des finances de la colonie en 1746. Parce qu'une grande partie des pièces en circulation a été envoyée en Espagne, il ordonne la frappe de 150 000 pesos qui seront mis en circulation en Floride (1746). Il autorise à nouveau les jeux de cartes, interdits par son prédécesseur, afin d'obtenir des revenus supplémentaires de par leur taxation.
Parce que la contrebande est toujours rampante, il ordonne une inspection méticuleuse de tous les bateaux arrivant au port. La mesure est cependant inefficace, les contrebandiers utilisent de petits bateaux et accostent sur des plages désertes puis transfèrent leurs marchandises chez des complices vivant dans la colonie. À cause des plaintes des commerçants espagnols, principalement en Amérique, l'Espagne rompt ses relations avec la ligue hanséatique. Le Vice-roi interdit donc aux navires de la ligue de venir s'ancrer à Veracruz. Alors que cette source de marchandises potentiellement légale est bloquée, la contrebande croît. On dit que la Vice-reine elle-même est habillée de tissus de contrebandes venant d'Angleterre ou de Flandres.
Güemes y Horcasitas s'est acquis une réputation d'efficience et d'honorabilité. Il prend des mesures pour s'assurer que les employés du gouvernement remplissent les devoirs de leur charge. Il parvient à augmenter les revenus du gouvernement bien que les revenus des mines diminuent à cause d'un manque de mercure (pour extraire l'argent). Il renforce la flotte qui protège les navires marchands entre Veracruz et La Havane.
Avec l'augmentation du commerce et la baisse de la piraterie après la fin de la guerre avec l'Angleterre, le mercure venant des mines espagnoles commence à affluer vers la Nouvelle-Espagne, en quantité suffisante pour ramener la production d'argent au niveau d'avant la pénurie.
Le Vice-roi réorganise la gestion des documents officiels et requiert qu'affaires civiles et religieuses soient traitées indépendamment. On considère ces réformes comme les fondements des futures Archives Générales de Mexico.
On l'avait accusé d'avoir accumulé une énorme fortune personnelle lors de son mandat, mais lorsqu'il le termine, il laisse dans les caisses publiques un large bénéfice et des entrepôts largement approvisionnés.

## Affaires étrangères
Dans les années 1740, l'Espagne est à nouveau en guerre avec l'Angleterre (guerre de Succession d'Autriche), et des informations parvenues à Mexico indiquent que 17 vaisseaux de ligne et de transports sont rassemblés à Portsmouth sous le commandement de l'amiral Lestock, afin d'envahir les possessions espagnoles d'Amérique. Les informations n'indiquent cependant pas où les Anglais on l'intention de débarquer, aussi le Vice-roi fait en sorte que toutes les provinces sous sa juridiction soient en mesure de repousser une attaque.
Un accord préliminaire de paix est signé le 30 avril 1748. L'Espagne est requise de payer ses dettes à l'Angleterre et celle-ci de restituer les possessions espagnoles qu'elle a capturées. Les dépenses militaires de la Nouvelle-Espagne diminuent et les bénéfices sont consacrés à des projets comme la colonisation du Nuevo Santander.
Bien qu'il maintienne de bonnes relations avec la France, il prévient tout empiètement de sa part sur le territoire de la Nouvelle-Espagne. Les garnisons du Texas sont renforcées. En 1755 il fonde un presidio à Horcasitas (Sonora) afin de contrôler les Apaches.

## Retour en Espagne
Après avoir remis le gouvernement à son successeur, Agustín de Ahumada y Villalón, Güemes y Horcasitas rentre en Espagne où il est fait capitaine général des armées de la frontière de Castille. Il est pressenti comme vice-roi de Nouvelle-Grenade puis de Navarre, et est président du conseil de Castille et doyen du conseil de guerre.
Il meurt à Madrid le 27 novembre 1766.